# Stráne
Stráne (836,7 m n. m.  ) jsou třetím nejvyšším vrchem Súľovských vrchů, nacházejícím se v jejich jižní části.

## Poloha
Leží severovýchodně od obce Ďurďové, v katastru obce Domaniža. 